# Havaj
Havaj (szlovákul: Havaj, ukránul: Havaj) község Szlovákiában, az Eperjesi kerület Sztropkói járásában.

## Fekvése
Sztropkótól 15 km-re északkeletre, az Ondava völgyében, a Polianka-patak partján fekszik.

## Története
1403-ban Zsigmond király oklevele említi először, aki egy Gecse nevű nemesnek adja a birtokot. A falut a 16. században egy Havaj nevű soltész kapta, aki a német jog alapján ruszin pásztorokat telepített a faluba, mely a sztropkói uradalom része volt. A század végére lakosságának száma emelkedett. A 17. században a közepes nagyságú falvak közé számított. 1600-ban 26 ház állt a településen, ekkor már plébániája is volt. Ortodox templomáról 1601-ben található az első adat. 1639-ben az összeírás szerint a faluban soltész, plébános, 22 pásztor és 8 zsellér háztartás volt. 1654-ben felépült a falu régi fatemploma. 1715-ben 13, 1720-ban 10 ház állt itt és vízimalom is működött.
A 18. század végén Vályi András így ír róla: „HAVAJ. Orosz falu Zemplén Várm. földes Ura Bisztranovzky Uraság, lakosai ó hitűek, fekszik nap kel. Orosz Bisztrához 1/2, dél. Varichoczhoz 1, nap nyug. Makóczhoz 1/2 órányira, határja Sztropko Polyenáéhoz hasonló.”
Fényes Elek 1851-ben kiadott geográfiai szótárában így ír a faluról: „Havaj, orosz falu, Zemplén vmegyében, Sztropkó fil. 9 romai, 323 g. kath., 4 zsidó lak., görög templommal: 426 h. szántófölddel, két malommal. Ut. p. Komarnyik.”
Borovszky Samu monográfiasorozatának Zemplén vármegyét tárgyaló része szerint: „Havaj, a hasonló nevű völgyben fekszik, 41 házzal és 265 ruthén lakossal, kik gör. kath. vallásúak. Saját postája van, távírója és vasúti állomása Mezőlaborcz. 1494-ben, mikor Erdődi Bakócz Miklós az ura, Hovoy alakban találjuk említve; a mikor pedig 1548-ban Erdődy Pétert iktatják birtokába, Havay-nak írják. A sztropkói uradalom tartozéka volt, de az újabb korban a gróf Keglevich család volt az ura, most pedig XXIV. Reuss herczegnek van itt nagyobb birtoka. Körjegyzőségi székhely. Az 1663-ban dúlt pestis ezt a községet sem kerülte el. Gör. kath. temploma 1825-ben épült.”
A trianoni diktátumig Zemplén vármegye Mezőlaborci járásához tartozott.

## Népessége
| Év:            | 1994. | 2004.   | 2014.   | 2024.   |
| -------------- | ----- | ------- | ------- | ------- |
| Emberek száma: | 415   | 420     | 398     | 393     |
| Eltérés:       |       | +1,20 % | -5,23 % | -1,25 % |

| Év:            | 2023. | 2024.   |
| -------------- | ----- | ------- |
| Emberek száma: | 404   | 393     |
| Eltérés:       |       | -2,72 % |

1910-ben 278, túlnyomórészt ruszin lakosa volt.
2001-ben 406 lakosából 255 szlovák és 144 ruszin volt.
2011-ben 406 lakosából 223 fő szlovák és 170 ruszin.

## Nevezetességei
- Szent Miklós püspök tiszteletére szentelt görögkatolikus temploma 1824-ben épült.

## Külső hivatkozások
- Hivatalos honlap
- Községinfó
- Havaj Szlovákia térképén
- E-obce.sk